# Aengtongtong
Aengtongtong is een bestuurslaag in het regentschap Sumenep van de provincie Oost-Java, Indonesië. Aengtongtong telt 1273 inwoners (volkstelling 2010).